# Boca Chica (Texas)

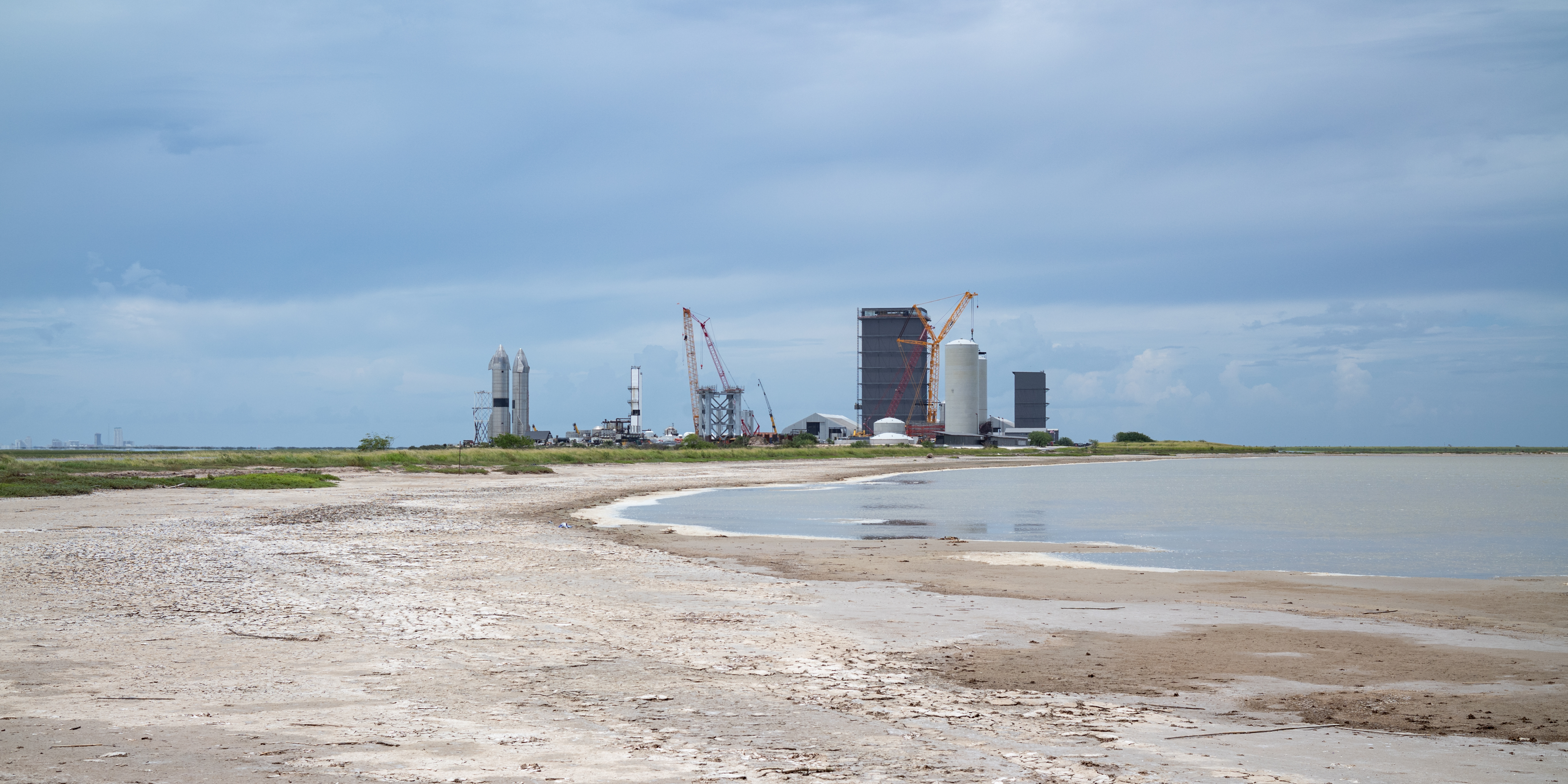
Pláž Boca Chica, v pozadí kosmodrom společnosti SpaceX

Boca Chica je pláž na východním konci poloostrova v deltě řeky Rio Grande v okrese Cameron County, v nejjižnějším cípu Texasu při hranicích s Mexikem, u pobřeží Mexického zálivu. Je ohraničena brownsvilleským lodním kanálem na severu, hraniční řekou Rio Grande na jihu a Mexickým zálivem na východě. Táhne se v délce zhruba 40 km východně od města Brownsville. Místní dopravní tepnou je silnice Texas State Highway 4 z Brownsville až k pobřeží Mexického zálivu na pláž Boca Chica Beach.
Historicky je oblast známá jako bojiště americké občanské války (bitva na ranči Palmito). Jediným obydleným místem v oblasti je malá vesnice Boca Chica Village.
V současnosti (2021) je oblast známá spíše kosmodromem společnosti SpaceX (SpaceX South Texas launch site), umístěným východně od vesnice, téměř u pobřeží. Výstavba kosmodromu započala kolem roku 2014 a zahrnuje vývojové a výrobní prostory společnosti SpaceX, testovací rampu a startovací rampu pro orbitální lety.
Boca Chica znamená ve španělštině „malá ústa“, nebo také ústí řeky, a je tím míněno, že průtok řeky Rio Grande je zde velmi skromný a v obdobích sucha zcela zaniká.